# Sapekhburto K'lubi Samt'redia 2016
Questa voce raccoglie le informazioni riguardanti il Sapekhburto K'lubi Samt'redia nelle competizioni ufficiali della stagione 2016.

## Stagione
Nella stagione (transitoria) 2016 il Samt'redia ha disputato la Umaglesi Liga, massima serie del campionato georgiano di calcio, terminando il torneo al primo posto nel gruppo rosso con 27 punti conquistati in 12 giornate, frutto di 8 vittorie, 3 pareggi e 1 sconfitta, venendo così ammesso allo spareggio per la vittoria del campionato. Nello spareggi ha superato nel doppio confronto il Chikhura Sachkhere, vincendo il campionato per la prima volta nella sua storia e venendo così ammesso alla UEFA Champions League 2017-2018. In Sakartvelos tasi è sceso in campo dal secondo turno, raggiungendo i quarti di finale del torneo, dove è stato eliminato dal Chikhura Sachkhere dopo i tiri di rigore. In UEFA Europa League è stato eliminato al primo turno preliminare dagli azeri del Qəbələ.

## Rosa
| N. |                    | Ruolo | Calciatore             |
| -- | ------------------ | ----- | ---------------------- |
| 1  | Georgia (bandiera) | P     | Otar Sturua            |
| 2  | Georgia (bandiera) | D     | Davit Mtivlishvili     |
| 3  | Georgia (bandiera) | D     | Giorgi Akhaladze       |
| 4  | Georgia (bandiera) | D     | Nika Sandokhadze       |
| 6  | Georgia (bandiera) | C     | Giuli Manjgaladze      |
| 7  | Georgia (bandiera) | C     | Davit Razhamashvili    |
| 8  | Georgia (bandiera) | C     | Teimuraz Markozashvili |
| 9  | Georgia (bandiera) | A     | Zaur Khabeishvili      |
| 10 | Georgia (bandiera) | A     | Bachana Arabuli        |
| 11 | Georgia (bandiera) | A     | Budu Zivzivadze        |

| N. |                    | Ruolo | Calciatore           |
| -- | ------------------ | ----- | -------------------- |
| 12 | Georgia (bandiera) | P     | Omar Migineishvili   |
| 14 | Georgia (bandiera) | A     | Davit Jikia          |
| 15 | Georgia (bandiera) | D     | Dachi Tsnobiladze    |
| 16 | Georgia (bandiera) | D     | Lasha Shergelashvili |
| 18 | Georgia (bandiera) | D     | Jemal Gogiashvili    |
| 21 | Georgia (bandiera) | C     | Akaki Ninua          |
| 22 | Georgia (bandiera) | D     | Giorgi Mchedlishvili |
| 26 | Georgia (bandiera) | C     | Giorgi Datunaishvili |
| 30 | Georgia (bandiera) | P     | Kakhaber Meshveliani |
| 77 | Georgia (bandiera) | C     | Giorgi Gamkrelidze   |

## Risultati

### UEFA Europa League

#### Primo turno preliminare
| Arbitro: | Denis Scherbakov |

|                                              |           |                    |
| Stanković 16’ Zenjov 19’ Weeks 30’, 69’, 72’ | Marcatori | 59’ Shergelashvili |

| Arbitro: | Georgios Kyzas |

|                                            |           |           |
| Zivzivadze 14’ (rig.) Shergelashvili 90+2’ | Marcatori | 42’ Weeks |

## Statistiche

### Statistiche di squadra
| Competizione             | Punti | In casa | In casa | In casa | In casa | In casa | In casa | In trasferta | In trasferta | In trasferta | In trasferta | In trasferta | In trasferta | Totale | Totale | Totale | Totale | Totale | Totale | DR  |
| Competizione             | Punti | G       | V       | N       | P       | Gf      | Gs      | G            | V            | N            | P            | Gf           | Gs           | G      | V      | N      | P      | Gf     | Gs     | DR  |
| ------------------------ | ----- | ------- | ------- | ------- | ------- | ------- | ------- | ------------ | ------------ | ------------ | ------------ | ------------ | ------------ | ------ | ------ | ------ | ------ | ------ | ------ | --- |
| Umaglesi Liga            | 27    | 6       | 4       | 1       | 1       | 11      | 4       | 6            | 4            | 2            | 0            | 16           | 5            | 12     | 8      | 3      | 1      | 27     | 9      | +18 |
| Umaglesi Liga (spareggi) | -     | 1       | 1       | 0       | 0       | 2       | 0       | 1            | 0            | 1            | 0            | 2            | 2            | 2      | 1      | 1      | 0      | 4      | 2      | +2  |
| Sakartvelos tasi         | -     | -       | -       | -       | -       | -       | -       | 2            | 1            | 1            | 0            | 3            | 0            | 2      | 1      | 1      | 0      | 3      | 0      | +3  |
| UEFA Europa League       | -     | 1       | 1       | 0       | 0       | 2       | 1       | 1            | 0            | 0            | 1            | 1            | 5            | 2      | 1      | 0      | 1      | 3      | 6      | -3  |
| Totale                   | -     | 8       | 6       | 1       | 1       | 15      | 5       | 10           | 5            | 4            | 1            | 22           | 12           | 18     | 11     | 5      | 2      | 37     | 17     | +20 |